# Заправочная станция (картина)
«Заправочная станция» (англ. Gas) — одна из самых известных картин американского художника Эдварда Хоппера, написанная в 1940 году. Хранится в Нью-Йоркском музее современного искусства.

## Описание
Тема дорог и путешествий станет одним из постоянных мотивов в творчестве художника. При этом американское путешествие — это путешествие, прежде всего автомобильное. Тема раскрывается также в литературе и кино — это то самое великое американское road movie, творчество Джека Керуака, которые стали символами американского путешествия, где заправочная станция является одним из основных сюжетов.
Автомобильное путешествие — это путешествие, в котором нет фатализма поезда (когда пассажир садится на одной станции и выходит на другой, детально не имея возможности выбирать дорогу).
На картине, на автозаправке нет ни одной машины. Никто не заправляется, никто никуда не едет, и, судя по всему, ни одна машина тут никогда не проезжала. Даже одежда работника автозаправки это не комбинезон механика, а белая рубашка с длинными рукавами, галстук и жилет. А маленький шпиль освещенной станции делает заправку более похожей на церковь, чем автозаправку, а дежурного больше на священника, проводящего ритуал, чем на обычного рабочего.
Практически ни на одной из картин Эдварда Хоппера не будет изображен автомобиль. Машина появляется только на одной из его работ, но и она никуда не едет. Это портрет его жены, Джозефины Хоппер, которая тоже была художницей. Там машина скорее выступает как мастерская для этюда, а не как средство для передвижения. На примере картины «Заправочная станция» можно пронаблюдать и другие характерные для творчества Хоппера приемы: это его излюбленный горизонтальный формат, сдержанность, точность деталей, лаконичность, усиление акцента скорее на структуре, чем на фактуре, раскрытие темы драматичного отношения природы и техники в современном мире.

## Актуальность творчества Э. Хоппера
Картина (и творчество Эдварда Хоппера в целом) остается актуальной и интересной и для современного зрителя. Например, в 2013 году на Манхэттене появились визуализированные с помощью трехмерного изображения «Полуночники» у небоскреба Флэтайрон-билдинг, в честь открытия выставки Хоппера в Нью-Йорке. Выставки проходят не только в городах Америки (Whitney Museum of American Art, Dallas Museum of Art, (Walker Art Center), но и в Лондоне (Тейт Модерн, 2004), Милане (Palazzo reale, 2010), Риме (Museo del Corso, 2010), Мадриде (Thyssen-Bornemisza Museum, 2012) и Париже (Большой дворец, 2012).